# NGC 848
NGC 848 este o emission-line galaxy⁠(d) situată în constelația Balena. A fost descoperită în 11 decembrie 1885 de către Lewis A. Swift. Se află la o distanță de 53,24 de megaparseci de Pământ.